# Phalangodinella arida
Phalangodinella arida is een hooiwagen uit de familie Zalmoxioidae.